# 谢鲁奇旗
谢鲁奇旗是外蒙古于1917年设立的一个哈萨克旗，下辖巴哈德、库尔曼及桑拉乌 3 个苏木。1938 年蒙古人民共和国将其改组为乌兰呼斯和察干高勒两苏木，1940年并入新成立的巴彦乌列盖省。